# Злотники-Великі
Злотники-Великі (пол. Złotniki Wielkie) — село в Польщі, у гміні Желязкув Каліського повіту Великопольського воєводства.
Населення — 335 осіб (2011).
У 1975-1998 роках село належало до Каліського воєводства.

## Демографія
Демографічна структура станом на 31 березня 2011 року:
|          | Загалом | Допрацездатний вік | Працездатний вік | Постпрацездатний вік |
| -------- | ------- | ------------------ | ---------------- | -------------------- |
| Чоловіки | 161     | 29                 | 109              | 23                   |
| Жінки    | 174     | 30                 | 101              | 43                   |
| Разом    | 335     | 59                 | 210              | 66                   |